# Movimento spazialista

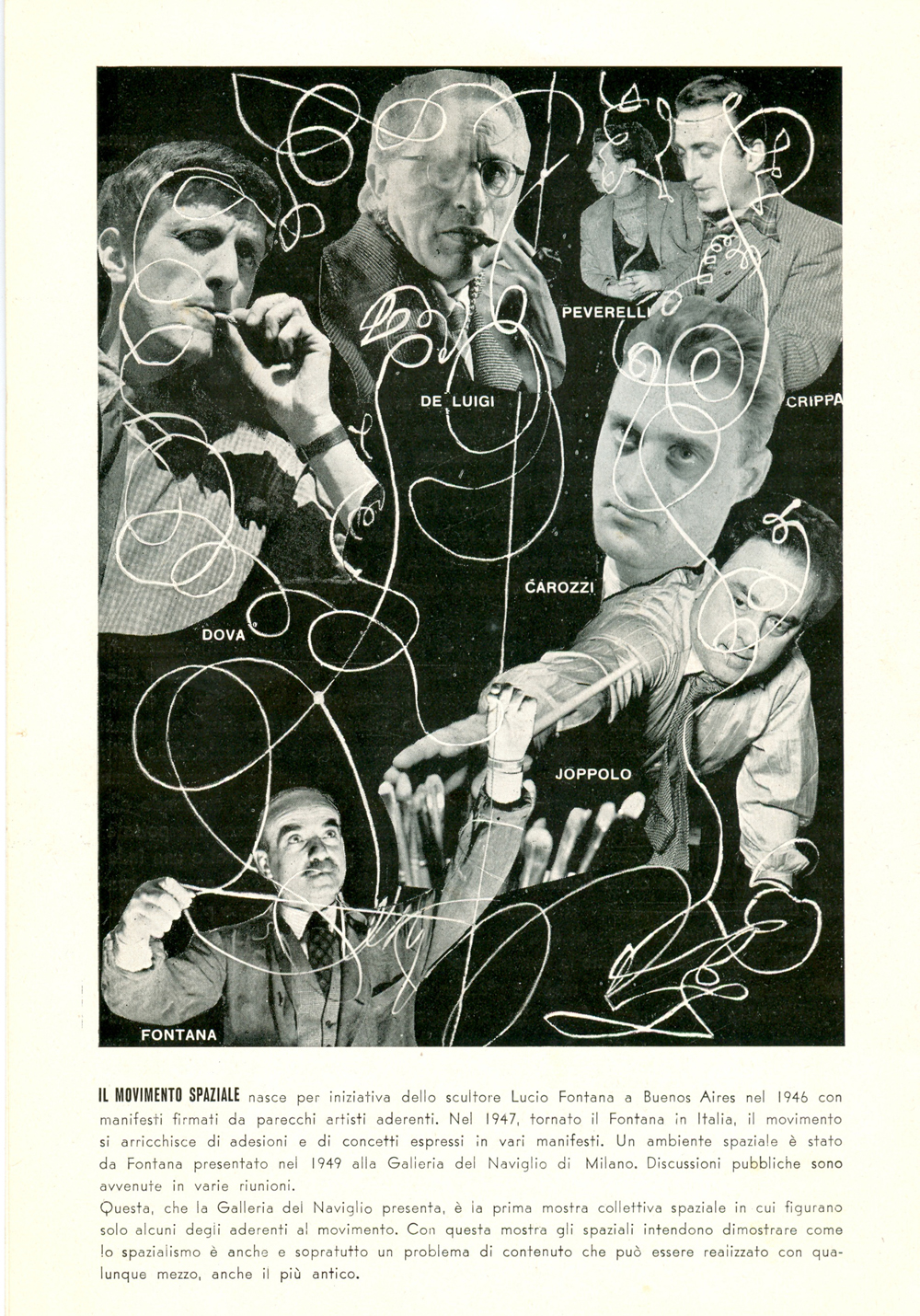
Volantino d'epoca del «movimento spaziale».

Il movimento spazialista, detto anche movimento spaziale, arte spaziale e spazialismo, è un movimento artistico nato nel 1946, fondato da Lucio Fontana in Argentina in gemellaggio con la Galleria del Cavallino di Venezia. A sua volta, questa galleria aveva stretto un forte legame con la Galleria Apollinaire di Milano, già galleria di Fontana.

## Descrizione

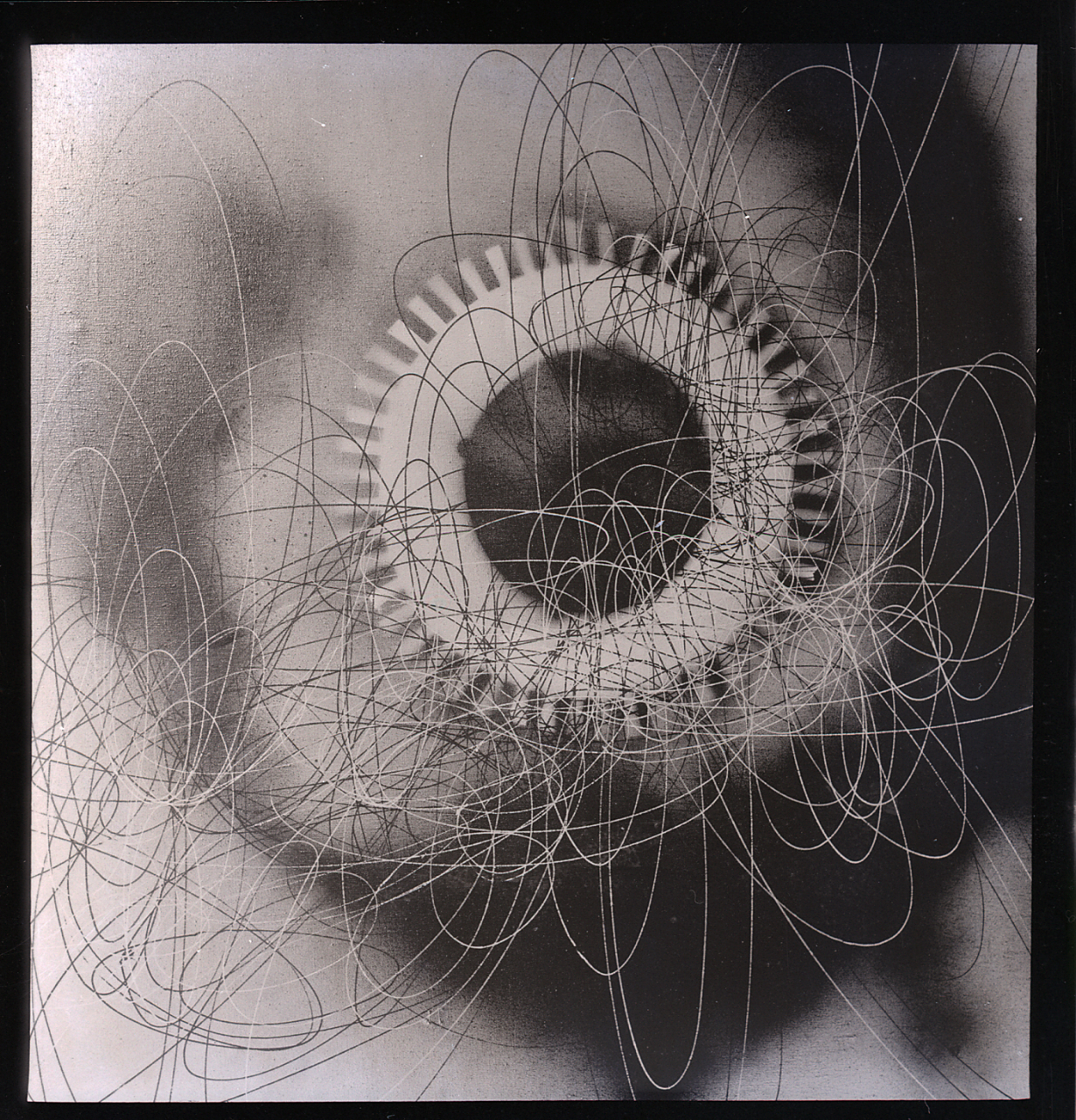
Roberto Crippa, Spirali, primi anni cinquanta. Foto di Paolo Monti, 1953.

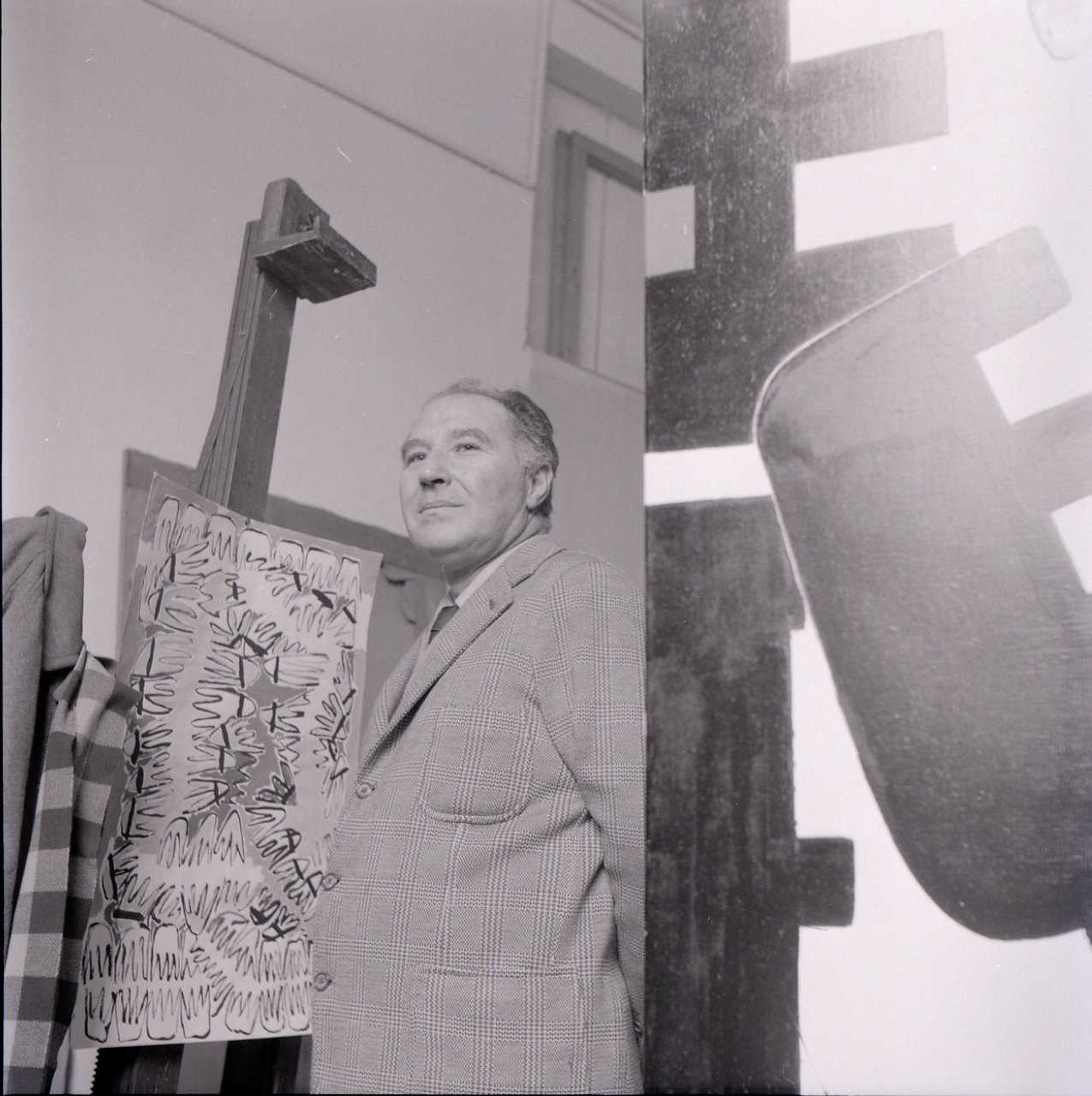
Giuseppe Capogrossi. Foto di Paolo Monti, 1972.

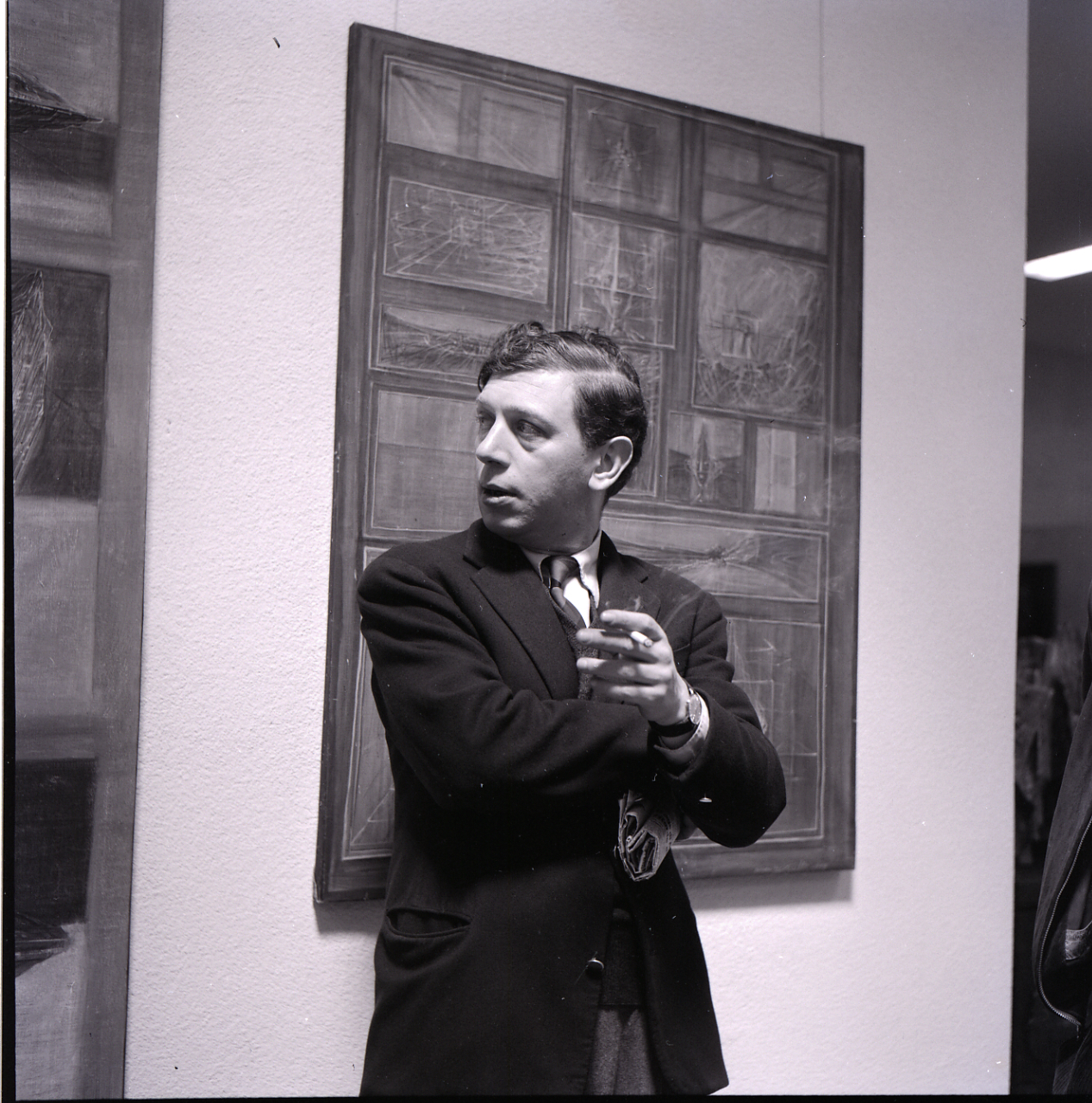
Cesare Peverelli fotografato da Paolo Monti.

Il primo testo teorico alla base della nascita dello Spazialismo è stato ideato da Fontana nel 1946 a Buenos Aires, in Argentina: il cosiddetto "Manifiesto Blanco", dove si 
iniziano a delineare le urgenze di un superamento dell'arte come sino ad allora concepita e ormai "stagnante", inserendo le dimensioni del tempo e dello spazio.
Sul finire degli anni Quaranta, l’arte pittorica in Italia emana segnali di insofferenza verso i mezzi tradizionali, mostrando il suo interesse verso un tipo di arte legata alla scienza e alla tecnologia, nell’idea che esse siano inscindibilmente collegate. Con questa idea, gli artisti che aderiscono al manifesto dello Spazialismo, rivolgono ora il proprio interesse alla ricerca scientifica, alla diffusione della radio, della televisione, fino ad elaborare nel 1952 anche un manifesto del Movimento spaziale per la televisione. Arte, scienza e tecnologia collegano ora l’arte alle scoperte scientifiche e viceversa, le invenzioni, in una poetica artistica che celebra il "mezzo" e la sua evoluzione, diventano esse stesse atti artistici.
Lucio Fontana, partendo proprio dall’atteggiamento di ‘apertura’ allo spazio già presente nel fenomeno Barocco e sintetizzando il dinamismo futurista e l’idea di Boccioni di utilizzare in pittura nuovi mezzi, propone una "smaterializzazione" dell’arte stessa, in favore di un’arte "integrale" dove il colore, il suono, il movimento e lo spazio possano unificarsi in un’unità ideale.
In realtà, su chi e come abbia cominciato per primo esistono diverse versioni. Si sa che anche nel 1946 Giuseppe Marchiori grande critico d'arte aveva cominciato a raggruppare diversi artisti che poi debutteranno alla Biennale di Venezia del 1948 come "Fronte Nuovo delle Arti". Biennale importantissima perché porterà a Venezia Peggy Guggenheim che subito deciderà di fermarsi nella città lagunare. Gli artisti che erano Virgilio Guidi, Mario Deluigi, Vinicio Vianello, Bruna Gasparini, Bruno De Toffoli si raggrupparono nella Galleria del Cavallino di Carlo Cardazzo. Successivamente si uniranno i giovani Rampin, Tancredi, Licata e Finzi (che in realtà viene accolto solo ufficiosamente perché troppo giovane).
I pittori spazialisti non hanno come priorità l'immagine pittorica in sé e non desiderano semplicemente definire una corrente di stile bensì affrontare, attraverso l'opera d'arte non solo pittorica, il problema della percezione onnicomprensiva dello Spazio, inteso come somma delle categorie assolute di Tempo, Direzione, Suono e Luce.
La presa di coscienza dell'esistenza di forze naturali nascoste come particelle, raggi ed elettroni premeva con forza incontrollabile sulla "vecchia" superficie della tela. Tali forze troveranno lo sfogo definitivo nel rivoluzionario gesto di Fontana che, bucando e tagliando la superficie del quadro, fece il passo finale di distacco dall'arte del passato verso la nuova arte spaziale, creando effettivamente un "continuum" tra Spazio (tela tagliata) e Tempo (il gesto istantaneo del taglio).
Oltre all'iconico taglio del caposcuola Fontana, vanno ricordate le più note ricerche degli altri artisti spazialisti: Mario Deluigi ha inciso la tela grattandone il colore e creando con i suoi graffi fantasmagoriche nuvole di scintille che prefiguravano i movimenti delle particelle nella luce, Roberto Crippa ha ricreato sulla tela vertiginose spirali nelle quali si può riconoscere la forma intima dell'energia, come negli orbitali degli elettroni attorno al nucleo, Ennio Finzi ha ricercato nel ritmo del riflesso luminoso una via artistica per esprimere il suono e più ancora per dare al segno pittorico una valenza grammaticale musicale, Bruna Gasparini ha invece identificato nel contrasto tra fondo monocromo e movimento del gesto di un segno pittorico il senso del confronto/scontro con i diversi piani della percezione.
Nel 2016 viene presentato al Palazzo Panciatichi il Manifesto dello 'Spazialismo Transgeometrico', movimento fondato dal sociologo Vincenzo Sardiello e dal pittore matematico Agathos (al secolo Carlo Franzoso). Con lo Spazialismo Transgeometrico Agathos sostituisce il gesto di Fontana con una struttura numerico-simbolica, in cui spazio e soggetto si integrano secondo schemi logici 'fuzzy'.

## Manifesti spazialisti
Gli spazialisti hanno spesso diffuso le loro idee nelle forme sintetiche di manifesti e volantini. Tra i più importanti documenti di questo tipo:
- Manifiesto blanco (1946, firmato da Lucio Fontana con gli studenti dell'Escuela de Arte Altamira)
- Primo manifesto dello Spazialismo (1947, Beniamino Joppolo, Lucio Fontana, Giorgio Kaisserlian, Milena Milani)
- Secondo manifesto dello Spazialismo (1948, Lucio Fontana, Gianni Dova, Beniamino Joppolo, Giorgio Kaisserlian, Antonino Tullier)
- Proposta di un Regolamento del Movimento Spaziale (1950, Lucio Fontana, Milena Milani, Giampiero Giani, Beniamino Joppolo, Roberto Crippa, Carlo Cardazzo)
- Manifesto tecnico dello Spazialismo (1951, firmato dal solo Fontana)
- Manifesto dell'Arte Spaziale (1951, Anton Giulio Ambrosini, Giancarlo Carozzi, Roberto Crippa, Mario Deluigi, Gianni Dova, Lucio Fontana. Virgilio Guidi, Beniamino Joppolo, Milena Milani, Berto Morucchio, Cesare Peverelli, Vinicio Vianello)
- Manifesto del Movimento spazialista per la televisione (1952, Ambrosini, Burri, Crippa, Deluigi, De Toffoli, Dova, Donati, Fontana, Giancarozzi, Guidi, Joppolo, La Regina, Milani, Morucchio, Peverelli, Tancredi, Vianello)
- VIII Manifesto dello Spazialismo (1958)
- Manifesto dello Spazialismo Transgeometrico (2016)

## Artisti spazialisti
- Agathos
- Anton Giulio Ambrosini
- Lucio Fontana
- Pino Manos
- Antonio Sanfilippo
- Saverio Rampin
- Alberto Viani
- Giorgio Kaisserlian
- Beniamino Joppolo
- Milena Milani
- Gianni Dova
- Giuseppe Capogrossi
- Roberto Crippa
- Emilio Scanavino
- Sergio Dangelo
- Edmondo Bacci
- Tancredi Parmeggiani
- Ennio Finzi
- Mario Deluigi
- Cesare Peverelli
- Ettore Sottsass
- Giorgio Amelio Roccamonte
- Gian Carozzi
- Agostino Bonalumi
- Alberto Burri
- Turi Simeti
- Enrico Castellani
- Riccardo Licata